# Micrathetis costiplaga
Micrathetis costiplaga är en fjärilsart som beskrevs av Smith 1908. Micrathetis costiplaga ingår i släktet Micrathetis och familjen nattflyn. Inga underarter finns listade i Catalogue of Life.